# Рум'янцева Любов Григорівна
Румянцева Любов Григорівна (18 квітня 1943, П'ятигорськ — 18 листопада 2020, Мінськ) — радянська і білоруська актриса театра і кіно. Заслужена артистка Білоруської РСР (1978).

## Біографія
Народилася 18 квітня 1943 р. Закінчила Державний інститут театрального мистецтва (1964) в Москві.
Знімалася у кіно з 1959 р. (фільми: «Альпійська балада» (1965), «Дорога на Рюбенцаль» (1971), «Вінок сонетів» (1976) та ін.).
Грала в українських кінокартинах: «Анничка» (1968, Анничка), «Бути людиною» (1973, т/ф), «Я — Водолаз 2» (1975), «Раптовий викид» (1983, Люба).